# Philipp Jakob Steyrer
Philipp Jakob Steyrer (getauft 10. Februar 1715 in Freiburg im Breisgau; † 7. November 1795 in St. Peter (Hochschwarzwald)) war der vorletzte Abt des Klosters St. Peter auf dem Schwarzwald und der Abt, unter dem Klosterkirche und Konventsgebäude ihre heutige Form erhielten.

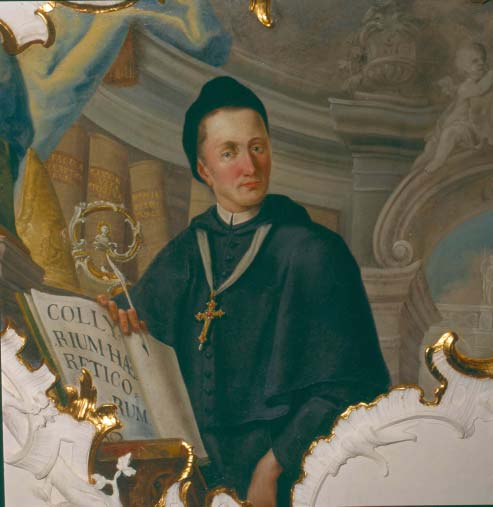
Porträt Steyrers in der Klosterbibliothek

## Leben
Er war Sohn von Franz Anton Steyrer aus Herbolzheim, Sekretär des Basler Domkapitels, und seiner Frau Maria Ursula geb. Leimbacher aus dem damals zum Fürstbistum Basel, heute zum Kanton Jura gehörenden Pruntrut. Das Basler Domkapitel war 1678 von Freiburg im Breisgau nach Arlesheim bei Basel gezogen, hatte aber in Freiburg und Umgebung Besitzungen zurückgelassen, die Franz Anton Steyrer verwaltete. Der Sohn wurde im Freiburger Münster auf den Namen Antonius Erasmus getauft. Er begann zunächst ein Studium an der Universität Freiburg, trat aber 1731 als Novize in das von Abt Ulrich Bürgi (1671 bis 1739; Abt von 1719 bis 1739) geleitete Benediktinerkloster St. Peter ein. Am 1. Mai 1732 legte er die Ordensgelübde ab und nahm als Ordensnamen die Namen der Tagesheiligen nach dem damals gültigen Martyrologium an, der Apostel Philippus und Jakobus des Jüngeren. 1739 erhielt er in Konstanz die Priesterweihe. Im selben Jahr starb Abt Ulrich Bürgi, und Benedikt Wülberz (1697 bis 1749) wurde sein Nachfolger (Abt von 1739 bis 1749). Er ernannte Steyrer noch 1739 zum Professor der Theologie, 1744 auch zum Cellerar, der für die Ökonomie verantwortlich war, und 1746 zu seinem Stellvertreter in dem Priorat St. Ulrich im Schwarzwald.
Nach Wülberz’ Tod wurde Steyrer am 9. Dezember 1749 zu seinem Nachfolger gewählt. Als er 1795 nach längerer Krankheit starb, hatte er das Amt fast 46 Jahre innegehabt. Es war die längste Regierungszeit aller 55 sanpetrinischen Äbte. Er wurde im Chor der Klosterkirche bestattet. Am 23. November 1795 wurde Ignaz Speckle zum Nachfolger gewählt.
Sein Neffe war Franz Steyrer (1749–1831), Benediktiner im Kloster St. Peter, Pfarrer in Eschbach 1790 bis 1799 und dann in Neukirch, Autor und Heimatforscher; er schrieb eine Abhandlung über die Uhrmacherei im Schwarzwald, die 1796 im Druck erschien: Geschichte der Schwarzwälder Uhrenmacherzunft, nebst einem Anhange von dem Uhrenhandel derselben. Eine Beylage zur Geschichte des Schwarzwaldes. Freyburg im Breisgau. Gedruckt mit Felner´schen Schriften. 1796.

## Werk

### Bauherr
Unter Abt Bürgi war 1724 bis 1727 mit Peter Thumb als Architekt eine neue Klosterkirche gebaut worden. Der anschließende Neubau der Konventsgebäude wurde nicht zu Ende geführt, und unter Abt Wülberz ruhte jede Bautätigkeit. Kaum gewählt, nämlich im Frühjahr 1750, begann Steyrer mit dem Weiterbau zunächst der Bibliothek, von der erst die Mauern standen. Peter Thumb wurde wieder berufen. Auch zur Ausstattung konnte Steyrer, wie schon Bürgi, hervorragende Künstler gewinnen, nämlich als Stuckateur Johann Georg Gigl, als Maler Benedikt Gambs und Franz Ludwig Herrmann, als Bildhauer Johann Christian Wentzinger und Matthias Faller. Sie machten die Bibliothek zum „schönsten Rokokoraum im Breisgau … Sie hat zwar nichts vom Reichtum etwa gleichzeitiger Bibliotheken zu St. Gallen oder Wiblingen, ist aber in der freien, schwebenden Weite der Raumgestaltung und der Reife der Dekoration von bestrickendem Reiz.“ Steyrer pflegte Besucher zuerst dorthin zu führen, um sie das Kunstwerk bewundern zu lassen.
Es folgte der Neubau der übrigen Konventsgebäude, ebenfalls unter der Leitung Peter Thumbs. Besonders bekannt sind das Stiegenhaus mit Gigls Stuck und der sogenannte Fürstensaal mit Deckenfresken von Simon Göser (1735 bis 1816). Die Kirche wurde innen renoviert und weiter geschmückt. Matthias Faller schuf einen neuen Hochaltar-Tabernakel, das Rückpositiv der Hauptorgel und die Gehäuse der Chororgel. Im Chor ließ Steyrer 1768 durch den Bildhauer Joseph Hörr (oder Hör) und den Stuckateur Franz Anton Vogel neue Grabmäler für die hier bestatteten Zähringer, die Stifter des Klosters St. Peter, anfertigen. Um 1770 war die gesamte Anlage vollendet, rund 35 Jahre vor der Aufhebung des Klosters durch die Säkularisation 1806. Bis heute ist die Anlage in ihrer Originalsubstanz erhalten.

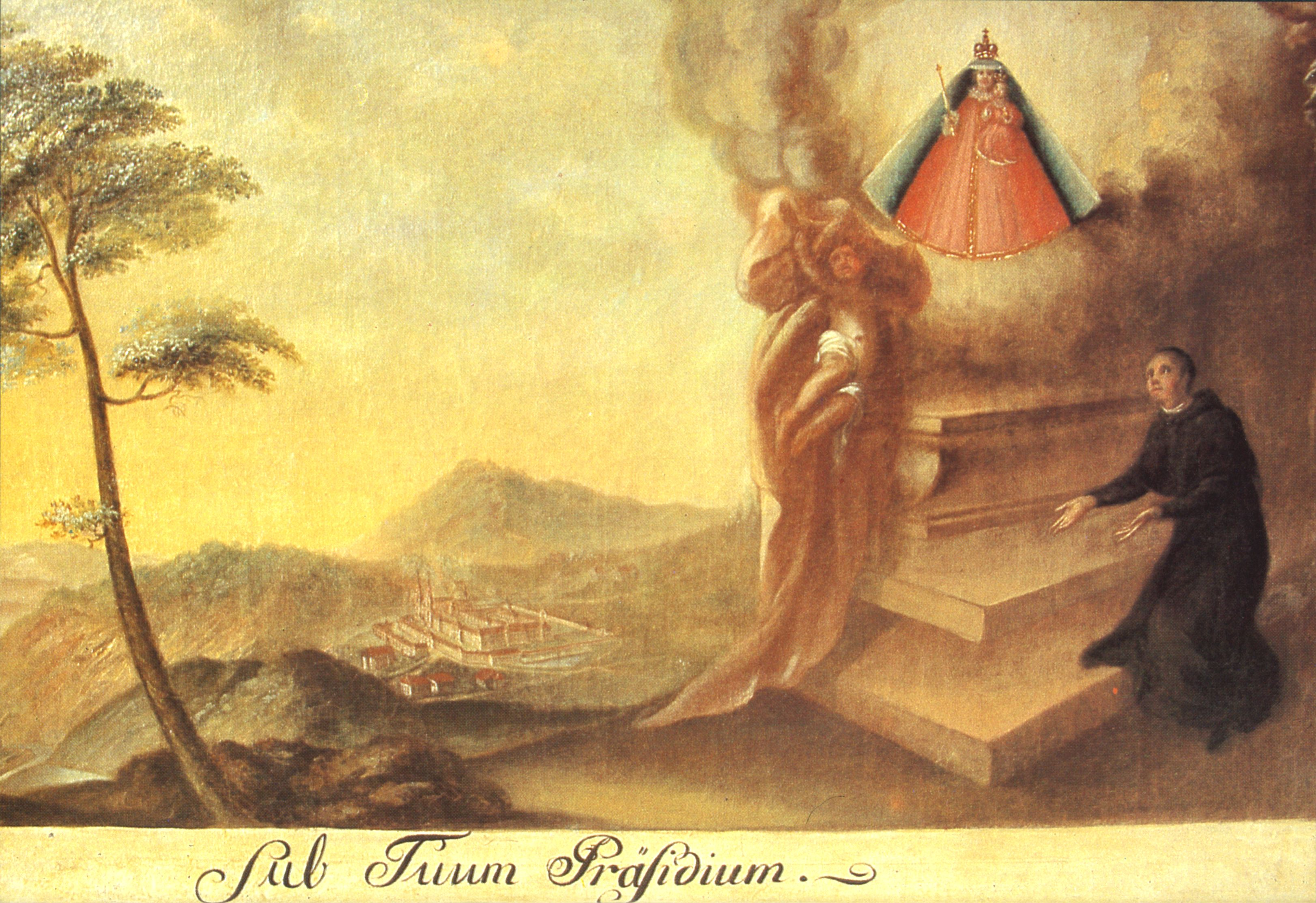
Steyrer als Erbauer der Kapelle Maria Lindenberg. Im Hintergrund sein Kloster

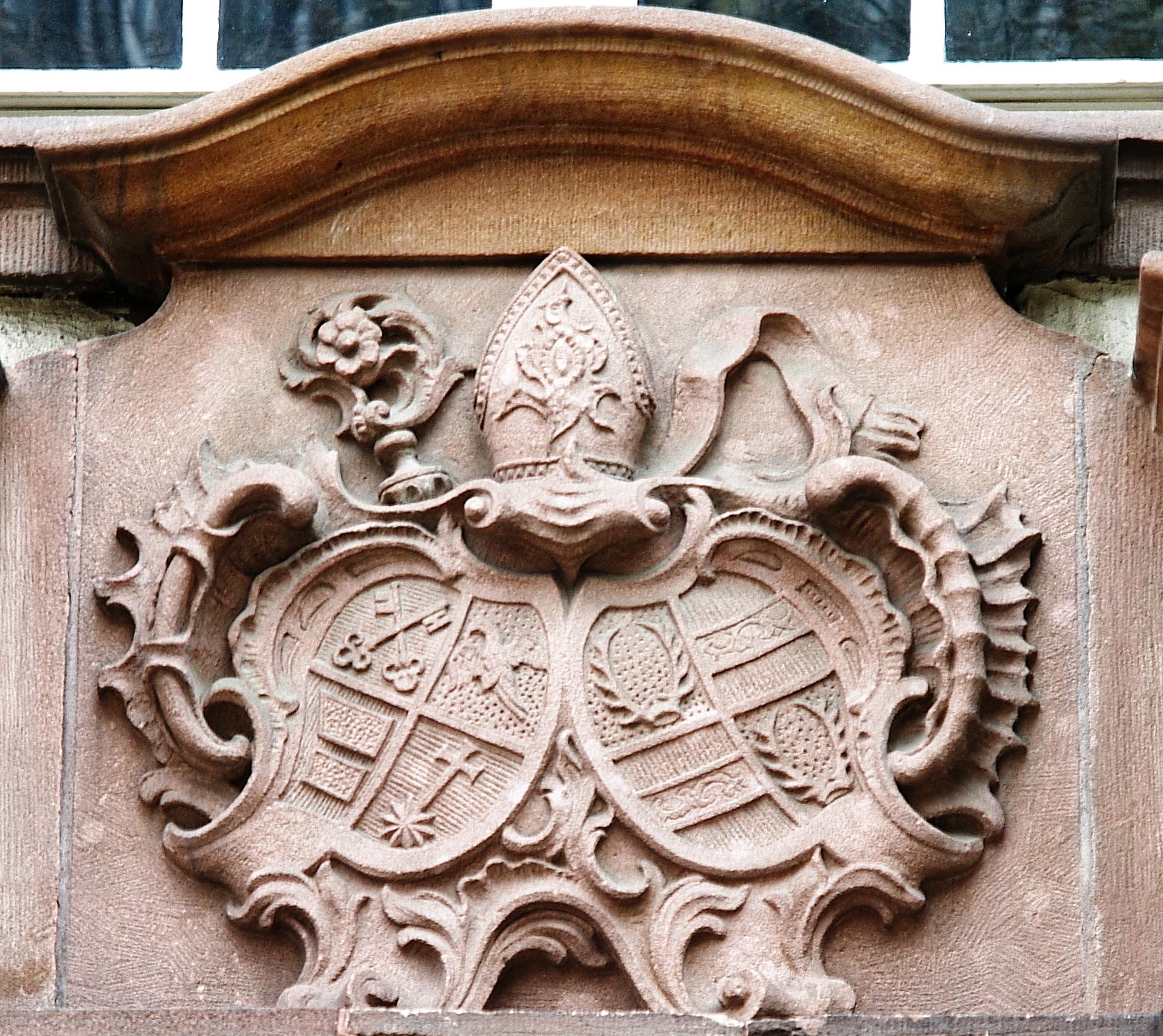
Wappen Steyrers über dem jetzigen Haupteingang des Peterhofs

Steyrers Bautätigkeit erstreckte sich über St. Peter hinaus auf auswärtige Besitzungen des Klosters. Die Kirche des Priorats St. Ulrich im Schwarzwald erhielt durch Peter Thumb einen neuen Turm und wurde erweitert und innen komplett neu ausgestattet. Die Kirche des Priorats Sölden wurde saniert und ebenfalls neu ausgestattet, unter anderem mit einem Deckenfresko von Franz Ludwig Herrmann und einem Hochaltar von Matthias Faller. Der heute zu Titisee-Neustadt gehörende Ort Waldau erhielt eine eigene Kirche. Auf dem Lindenberg bei St. Peter, einem Wallfahrtsort, wurde eine neue Kapelle errichtet. 1761 fertig, musste sie 1786 im Zuge des Josephinismus auf Dekret der vorderösterreichischen Regierung abgerissen werden. Mit dem Abbruchmaterial hatte das Kloster eine neue Kirche und ein neues Pfarrhaus in Eschbach bei Stegen zu errichten. Die Kanzel und die Altäre, die Matthias Faller für den Lindenberg geschaffen hatte, befinden sich heute in Eschbach. Der Peterhof in Freiburg wurde teils instand gesetzt, teils neu errichtet. Abgesehen von kirchlichen Gebäuden beteiligte sich das Kloster – wozu es nicht verpflichtet war – an den Kosten für Straßen- und Brückenbau. Franz Kern aus Sölden (* 1925), Steyrers Biograph, fasst zusammen: „Es gibt in St. Peter und in den st. petrischen Herrschaftsgebieten kein Gotteshaus und kaum ein Gebäude, das nicht Errichtung, Vollendung oder Ausgestaltung Abt Steyrer zu verdanken hätte.“

### Büchersammler
Nachdem 1678 das Kloster zuletzt eingeäschert worden war, begann ein Neuaufbau des Bücherbestandes erst unter Abt Ulrich Bürgi, zugleich mit dem Neubau des Bibliotheksraumes. Bei Bürgis Tod 1739 waren etwa 1000 Bände vorhanden. Unter Abt Wülberz wurden sie nicht vermehrt. „In einzigartiger Weise wurde die Bibliothek aber unter dem von allen Äbten in der Geschichte St. Peters am längsten regierenden Prälaten, Abt Philipp Jakob Steyrer, gefördert.“ Auf Reisen und durch Buchhändler erwarb er Handschriften, Inkunabeln und neuere Drucke. Alle etwa 200 noch erhaltenen mittelalterlichen Handschriften bis auf zwei stammen aus seiner Sammeltätigkeit. In viele Bände trug er Kaufvermerke ein. Die meisten waren Werke der Theologie, darunter auch sämtliche Werke Martin Luthers. Dazu kamen Historisches, Juristisches, Naturwissenschaftliches, Bücher über Gartenbau und Vermessungstechnik. Bei Steyrers Tod betrug der Bestand etwa 20.000 Bände.
Abt Speckle konnte die explosive Erwerbspolitik Steyrers nicht fortsetzen, pflegte aber die Bibliothek nach Kräften, ließ Verzeichnisse anfertigen und Bücherbretter zimmern. In der Säkularisation 1806 wurden die Bestände zersplittert. Von den etwa 20.000 Bänden gelangten etwa 1400 in die Bibliothek des Großherzogs von Baden nach Karlsruhe, darunter fast alle mittelalterlichen Handschriften. Diese 1400 Bände gehören heute, soweit erhalten, der Badischen Landesbibliothek. Aus dem Rest durfte die Universität Freiburg wählen, die etwa 1000 Bände abholte. Nur weniges, Zweitklassiges steht heute noch auf den Regalen in der ehemaligen Klosterbibliothek.

### Schriftsteller
„Während seiner Amtsgeschäfte ließ er niemals vom Lesen und Schreiben ab. Das offenbaren die Bücher und Schriften, deren Zahl 50 übersteigt, außer dem Tagebuch, das in vielen Bänden besteht.“ So hieß es in einem Nachruf auf Steyrer. Steyrer hat geschichtliche, juristische, tagespolitisch-polemische, vor allem aber erbaulich-spirituelle Werke geschrieben oder kompiliert,
darunter die folgenden.
Sein Erstlingswerk verfasste er als junger Mönch: Heylbringender Lindenbaum, das ist historischer Bericht von Ursprung und Aufnahm des uralten Gnadenorths und Wallfahrt ... Mariä Lindenberg. Es wurde 1741 in 1000 Exemplaren gedruckt.
Schon ein Jahr später erschien im Druck Favus mellis, composita verba ... ex omnibus operibus Venerabilis Ludovici Blosii ... Sumptibus – Honigwabe, ausgewählte Werke des verehrungswürdigen Ludwig Blosius, eines französischen Benediktiners aus dem 17. Jahrhundert. Das lateinisch geschriebene Buch enthält Betrachtungen und Frömmigkeitsübungen.
1749 als Prioratsverweser in St. Ulrich schrieb Steyrer Annales Prioratus S. Ulrici in nigra Sylva ... conscripti a Philippo Jacobo Steyrer OSB – Annalen des Priorats St. Ulrich im Schwarzwald, ... geschrieben von Philipp Jakob Steyrer OSB. Das Werk liegt als Manuskript im Pfarrarchiv St. Ulrich.
In den 1780er Jahren erschienen in Freiburg vier Bände einer Zeitschrift Der Freymüthige des Professors der Juristischen Fakultät Johann Kaspar Ruef. Darin wurden Einrichtungen und Dogmen der Kirche, nicht zuletzt das Mönchtum, im Sinne des Josephinismus angegriffen, zum Teil recht herausfordernd. Steyrer antwortete 1785 und 1786 mit drei Schriften Nöthige Anmerkungen (zu der Zeitschrift 'Der Freymüthige'), zum Teil ebenfalls polemisch. In einer Schrift von 1787 verteidigte er den Zölibat „mit hinreißenden Worten; man spürt es, daß dies sein eigentliches Thema ist, über das er ... oft zu seinen geistlichen Söhnen gesprochen hat“.
Auch führte er viele Korrespondenz, so etwa mit Martin Gerbert, Fürstabt des Klosters St. Blasien.
Steyrers Tagebuch, acht Bände in flüssigem Latein, nur als Manuskript im Generallandesarchiv Karlsruhe vorliegend, beginnt mit seiner Abtwahl 1749 und endet mit dem 31. Dezember 1792. Der letzte Vermerk schildert die Aufnahme von Steyrers späterem Nachfolger Speckle unter die Novizen.

### Geistlicher Leiter
Als Abt leitete Steyrer die von Abt Wülberz gegründete Gymnasialschule im Kloster. Er führte eine Lehre in orientalischen Sprachen wie Hebräisch ein, ferner Mathematik, Naturwissenschaften und gelegentlich Französisch. Die Schülerzahl dürfte maximal 20 betragen haben. Die Säkularisation hob die Schule auf.
Jährlich traten fünf bis sechs Novizen in das Kloster ein. Da es keinen eigentlichen Novizenmeister gab, war Steyrer direkt für sie verantwortlich. 34 Novizen legten unter ihm die Ordensgelübde ab. Die Vorbereitung zur Priesterweihe fand bis 1794, wie bei Steyrer selbst, im Kloster statt. Unter dem Einfluss des Josephinismus wurde dieses klosterinterne Studium eingeschränkt.
Etwa 20 geweihte Mönche lebten zu Steyrers Zeit in St. Peter. Begabten vermittelte der Abt weiteres Studium, so dem späteren Freiburger Mathematikprofessor Pater Thaddäus Rinderle in Salzburg.

### Streiter für den Erhalt des Klosters
1744 erlebte Steyrer die Verwüstungen im Breisgau durch den Österreichischen Erbfolgekrieg. Das Kloster selbst blieb zwar verschont, die Propsteien Sölden und St. Ulrich aber wurden geplündert. Seit dem Beginn des Ersten Koalitionskrieges 1792 wurde im Kloster ein Lazarett für österreichische Soldaten eingerichtet.
Bedrohlicher für das Kloster als die Kriege war aber der allgemeine Zeitgeist. Seit Beginn des 18. Jahrhunderts machte sich Kritik an Orden und Klöstern mehr und mehr bemerkbar. Das traf besonders für Österreich unter Kaiserin Maria Theresia und ihrem Nachfolger Kaiser Joseph II. zu. Klöster galten als Stätten des Aberglaubens und religiösen Fanatismus. Sie entzogen sich einer zentralen Staatsverwaltung und waren letztlich „unnütz“. Eine der ersten Maßnahmen war die Abschaffung des Privilegs einer weitgehenden Steuerfreiheit. Mit den anderen Breisgauer Klöstern und dem Breisgauer Ritterstand leistete Steyrer Widerstand, aber trotz einer Reise nach Wien 1763 erfolglos. 1767 waren acht verschiedene Steuern zu zahlen: Abtswahlsteuer, Türkensteuer, Dominicalsteuer, Rusticalsteuer, Pfarrsteuer, Kriegsschuldensteuer, Erbschaftsteuer und Personensteuer.
1772 erfuhr Steyrer, dass bereits Klöster zur Aufhebung bestimmt seien. 1773 wurde das Jesuitenkolleg in Freiburg geschlossen. 1782 erging ein Klosteraufhebungsdekret, von dem man zunächst nicht wusste, ob es allen Klöstern galt oder nur einigen. St. Peter überlebte. Das erlösende Schreiben aus Wien begann: „Seine kaiserlich-königliche Majestät haben dem Abt und dem Konvent des St. Benediktordens des Gotteshaußes St. Peter auf dem Schwarzwald auf ihr alleruntertänigstes Bitten desselben vorhinige Freyheiten ... allergnädigst zu bestätigen geruht.“ Aber die Sorge blieb.
Um diese Zeit fand sich St. Peter nicht mehr nur aus Wien bedroht, sondern auch aus Karlsruhe, also vom Markgrafen von Baden, auf dessen Territorium Besitztümer des Klosters lagen. Markgraf Karl-Friedrich plante 1784 Klosteraufhebungen. Steyrer versuchte, sich das Wohlwollen des Landesherren durch einen Rückgriff auf die Geschichte zu sichern. Die Markgrafen von Baden leiteten sich von einem Zähringer her, nämlich Hermann, Markgraf von Verona, dem ältesten Sohn Bertholds I. von Zähringen, Bruder Bertholds II. von Zähringen und Vater eines Hermann, der sich als erster „Markgraf von Baden“ nannte. Hermann von Verona hatte sich ein Jahr vor seinem Tod in das Kloster Cluny zurückgezogen und war dort nach einem asketischen Leben als Hirte gestorben. Steyrer versuchte, diese bisher wenig beachtete Genealogie publik zu machen. Die badischen Markgrafen sollten bewogen werden, das Hauskloster der Zähringer als auch ihr eigenes Hauskloster zu betrachten und zu schützen. Wohl 1762 ließ er, vermutlich durch Franz Ludwig Hermann, vierzehn Bilder der Zähringer Stifterfamilie für den heutigen Fürstensaal malen. Dabei wurde Hermann von Verona entgegen älteren Gepflogenheiten nicht als Mönch, sondern als weltlicher Fürst in militärischer Rüstung abgebildet – ein Porträt als weltabgewandter Viehhirt hätte sich für den Stammvater der Markgrafen wenig geziemt. Als 1768 im Chor der Kirche neue Grabmäler für die Zähringer errichtet wurden, ließ Steyrer sie so beschriften, dass auch der in Cluny bestattete Hermann auftauchte; hier, so lautet die Beschriftung, ruhe „BERTHOLDUS II, Dux Zaringiae, Filius Bertholdi I, Frater Hermanni I Satoris Marchionum Badensium“ – Berthold II., Herzog von Zähringen, Sohn Bertholds I., Bruder Hermanns I., des Stammvaters der Markgrafen von Baden. Schließlich setzte Steyrer durch, dass im Bistum Konstanz, zu dem St. Peter gehört, ein Fest zur Verehrung des seligen Bernhard von Baden eingeführt wurde. Im August 1777 wurde eine Reliquie Bernhards der öffentlichen Verehrung übergeben.
Der Säkularisation 1806 freilich konnte Steyrer nicht vorbeugen. Am 28. September 1806 empfing der Konvent den Todesstoß in Form einer trockenen „Resolution“ eben jenes Landesherren, aus dessen Händen er die Rettung erhofft hatte.